# Alex Caruso
Alex Caruso (ur. 28 lutego 1994 w College Station) – amerykański koszykarz, występujący na pozycjach rozgrywającego lub rzucającego obrońcy, obecnie zawodnik Oklahoma City Thunder.
10 sierpnia 2021 został zawodnikiem Chicago Bulls.
21 czerwca 2024 został wymieniony do Oklahoma City Thunder

## Osiągnięcia
Stan na 1 czerwca 2024, na podstawie, o ile nie zaznaczono inaczej.
NCAA
- Uczestnik rozgrywek Sweet Sixteen turnieju NCAA (2016)
- Mistrz sezonu regularnego konferencji Southeastern (SEC – 2016)
- Defensywny zawodnik roku konferencji SEC (2016 według CBS Sports)
- Zaliczony do:
  - I składu defensywnego SEC (2016)
  - II składu SEC (2016)
  - honorable mention All-SEC (2015 przez Associated Press)
- Lider:
  - wszech czasów Texas A&M’s w liczbie:
    - asyst (649)
    - przechwytów (276)

  - SEC w[5]:
    - w średniej:
      - asyst (2014, 2015)
      - przechwytów (2016)

    - liczbie:
      - asyst (2015–2016)
      - przechwytów (2014–2016)

NBA
- Mistrz NBA (2020, 2025)
- Zaliczony do:
  - I składu defensywnego NBA (2023)[6]
  - II składu defensywnego NBA (2024)[7]

Inne indywidualne
- Zaliczony do II składu G-League (2018)[8]